# Lepidocephalichthys birmanicus
Lepidocephalichthys birmanicus és una espècie de peix de la família dels cobítids i de l'ordre dels cipriniformes.

## Morfologia
- Els mascles poden assolir 11 cm de llargària total.[5]

## Alimentació
Menja cucs, larves d'insectes i algues.

## Hàbitat
Viu en zones de clima tropical.

## Distribució geogràfica
Es troba des de Myanmar fins a Malàisia, incloent-hi la conca del riu Mekong i el riu Irrawaddy.